# El árbol de la esperanza
El árbol de la esperanza (en inglés: Tree) es una novela histórica de 1978 escrita por el autor filipino Francisco Sionil José. Una historia que gira en torno a los temas de la empatía y la subyugación, es la segunda en la serie de José conocida como La Saga de los Rosales o las Novelas de Rosales, después de Anochecer. El árbol en la novela es una representación de las expectativas y sueños de los filipinos.

## Descripción
Ambientada en la década de 1950 en Filipinas, El árbol de la esperanza cuenta la historia de un niño filipino al que la historia no da nombre, hijo de un administrador de plantaciones y "subyugador de otros filipinos", que creció en un pueblo de la etnia ilocano conocido como Rosales, en Pangasinán. El chico se cría rodeado de conocidos por debajo de su clase social, familiares y sirvientes. El protagonista ha sido descrito como un joven que "busca el amor de los padres" y un "lugar en una sociedad con estructuras rígidas de clase". También es el nieto del protagonista en la novela de José, Anochecer. En El árbol de la esperanza, el niño narra la relación cada vez más inestable entre los campesinos y los terratenientes en Ilocos, y el cómo Don Vicente Asperri se hace cargo de administrar las tierras.
Aunque una vez fue el centro del comercio de arroz en el este de Luzón, Rosales se ha vuelto insolvente, por lo que el joven protagonista es testigo de una serie de desigualdades sociales, humillaciones y tragedias, lo que le hace despreciar a su padre, el capataz de la provincia y terrateniente feudal conocido como Don Vicente Asperri (el hijo ilegítimo de Asperri, Luis Asperri, se convirtió en personaje principal en la novela de José Hermano, mi verdugo). La revolución filipina no trajo cambios en el sistema feudal de Filipinas manteniéndose como una economía agraria, excepto por el cambio del colonialismo español al estadounidense. Solo los terratenientes filipinos, su gente y los líderes industriales se beneficiaron del libre comercio que se estableció entre las Filipinas y los Estados Unidos. Los inquilinos de la tierra y los trabajadores industriales se empobrecieron. Por causa de las injusticias y el sufrimiento durante el período estadounidense, los arrendatarios pobres se convirtieron en guerrilleros para luchar contra los ocupantes japoneses a cambio de mejores condiciones de vida. Las desigualdades recibidas por los inquilinos de las plantaciones resultaron en el nacimiento de un levantamiento que cambiaría para siempre la sociedad filipina.

## Reacciones
La revista norteamericana Publishers Weekly en su crítica de la edición inglesa del libro (que combinaba El árbol de la esperanza con otra novela de la saga de los Rosales, Mi hermano, mi enemigo escrita en 1973) desestimó la calidad de la historia juzgando que el autor Francisco Sionil José «llena la historia de acontecimientos melodramáticos (una mujer loca en un desván, un bebé deformado) y con una retórica política dura, tal vez más adecuada para los ensayos. Como resultado, ambas narraciones parecen poco sofisticadas».